# 盛岡市立図書館
盛岡市立図書館（もりおかしりつとしょかん）は岩手県盛岡市にある公共図書館である。

## 沿革
- 1950年（昭和25年）9月1日 - 盛岡市立図書館設置条例公布。
- 1951年（昭和26年）7月26日 - 盛岡市立図書館開館。
- 1955年（昭和30年）9月1日 - 移動図書館開始。
- 1971年（昭和46年）11月1日 - 盛岡市立図書館が現在地に移転開館。
- 1992年（平成4年）4月1日 - 都南村編入。都南村中央公民館図書室が盛岡市都南公民館図書室に改称。
- 1996年（平成8年）10月1日 - 盛岡市都南図書館開館。
- 2006年（平成18年）1月10日 - 玉山村編入。玉山村立図書館が盛岡市渋民図書館に改称。

## 主な図書館

### 市立図書館
- 盛岡市立図書館（旧市域及び旧玉山村域を巡回する移動図書館車「こずかた号」配備）

〒020-0114 盛岡市高松一丁目9番45号（「高松の池」南隣）
敷地面積: 5643.01平方メートル
延床面積: 1912.72平方メートル
- 盛岡市都南図書館（旧都南村域を巡回する移動図書館車「わかば号」配備）

〒020-0834 盛岡市永井24地割90番地2（盛岡市都南公民館&都南文化会館「キャラホール」北隣）
敷地面積: 2640.53平方メートル
延床面積: 3052.10平方メートル
- 盛岡市渋民図書館（旧玉山村立図書館・渋民文化会館「姫神ホール」併設）

〒028-4132 盛岡市渋民字鶴塚55番地（岩手県道301号渋民田頭線沿い）
敷地面積: 27853平方メートル
延床面積: 569.31平方メートル

### 市立図書室分室
- 青山地区活動センター図書室（「盛岡市役所青山支所」併設）

〒020-0133 盛岡市青山三丁目37番7号（岩手県道223号盛岡滝沢線沿い・盛岡西警察署西隣）
- 仙北地区活動センター図書室

〒020-0861 盛岡市仙北二丁目4番13号
- 松園地区活動センター図書室

〒020-0103 盛岡市西松園二丁目18番3号（盛岡東警察署松園交番&盛岡中央消防署松園出張所南隣）
- 太田地区活動センター図書室（「盛岡市役所太田支所」併設）

〒020-0052 盛岡市中太田字深持9番地（岩手県道16号盛岡環状線沿い）
- 西部公民館図書室

〒020-0134 盛岡市南青山町6番1号
- 上田公民館図書室

〒020-0066 盛岡市上田四丁目1番1号（NHK盛岡放送局北隣）
- もりおか女性センター図書室

〒020-0871 盛岡市中ノ橋通一丁目1番10号　プラザおでって5階

### 地域文庫
- 駒形地域文庫
- 星の森こどもとしょかん
- 川目地域文庫
- つつじケ丘文庫
- 大宮児童図書館
- うれし野こども図書室
- うすゆきそう文庫